# Alessandro Tamburini
Alessandro Tamburini (Rovereto, 29 marzo 1954) è uno scrittore e sceneggiatore italiano.

## Biografia
Nato in Trentino da genitori emiliani, si è laureato in filosofia a Bologna e dopo aver abitato in diverse città da parecchi anni vive e lavora a Trento. 
Si è occupato di musica contemporanea e nel 1986 ha pubblicato il saggio Il calcolatore e la musica.
Ha esordito nella narrativa nel 1988 con la raccolta di racconti Ultima sera dell'anno, cui sono seguite altre raccolte di racconti e alcuni romanzi. Altri suoi racconti sono compresi in opere antologiche. Nel 2016 torna alla saggistica con L'uomo al muro. Fenoglio e la guerra nei ventitre giorni della città di alba.
Ha scritto soggetti e sceneggiature per il cinema e per la televisione, testi radiofonici e un monologo teatrale. Ha collaborato alle pagine culturali di vari quotidiani e riviste, tra cui Nuovi Argomenti, Il Racconto, La Rivista dei libri, L'Unità, Avvenire, Il Mattino di Napoli, Il Secolo XIX, l'Alto Adige, l'Adige. 

## Opere principali
- Il calcolatore e la musica, Franco Muzzio Editore, Padova 1986
- Ultima sera dell'anno, Il lavoro editoriale, Ancona 1988
- Nel nostro primo mondo, Marsilio, Venezia 1990 (Premio Settembrini)
- Le luci del treno, Marsilio, Venezia 1992 (Premio Sirmione-Catullo)
- La porta è aperta, Marsilio, Venezia 1994
- L'onore delle armi, Bompiani, Milano 1997 (Premio Città di Catanzaro, Premio Grinzane Cavour)
- Due volte l'alba, Marsilio, Venezia 2002 (Premio Circeo. La letteratura del mare)
- Bagaglio leggero, peQuod, Ancona 2006
- Uno sconosciuto alla porta, peQuod, Ancona 2008 (Premio selezione Giovanni Comisso)
- Quel che so di Adonai, Italic - peQuod, Ancona 2010
- Italo Allodi. Ascesa e caduta di un principe del calcio, Italic - peQuod, Ancona 2012
- L'uomo al muro. Fenoglio e la guerra nei Ventitré giorni della città di Alba, Italic - peQuod, Ancona 2016
- Giostra primavera, Italic - Pequod, Ancona 2018
- Ultimi miracoli, Italic Pequod, Ancona 2022